# Dereše
Dereše (výška 2004 m) jsou čtvrtým nejvyšším vrcholem Nízkých Tater. Nacházejí se na hlavním hřebeni Nízkých Tater mezi vrcholy Chopok a Chabenec. Jižní svahy jsou relativně mírné s výhledy na Bystrou a Jasenskou dolinu, Veporské vrchy a Poľanu.
Severní strana je pokryta strmými úžlabinami. Je odtud výhled na Liptov a za jasného počasí i na Vysoké Tatry.
V zimním období se jižní strana využívá pro lyžování.
Hora leží Žilinském kraji a Banskobystrickém kraji, okresech Liptovský Mikuláš a Brezno v extravilánech katastrů obcí Dolná Lehota, Demänovská Dolina a Horná Lehota.